# Кэткарт, Чарльз, 7-й граф Кэткарт
Чарльз Алан Эндрю Кэткарт, 7-й граф Кэткарт (англ. Charles Alan Andrew Cathcart, the 7th Earl Cathcart; род. 30 ноября 1952) — шотландский пэр и консервативный политик, член Палаты лордов и глава клана Кэткарт. Он носил титул учтивости — лорд Гринок с 1952 по 1999 год.

## Титулатура
- 7-й граф Кэткарт с 15 июня 1999
- 7-й барон Гринок из Гринока с 15 июня 1999
- 16-й лорд Кэткарт с 15 июня 1999
- 7-й виконт Кэткарт из Кэткарта с 15 июня 1999.

## Биография
Родился 30 ноября 1952 года. Единственный сын генерал-майора Алана Кэткарта, 6-го графа Кэткарта (1919—1999), и Розмари Клэр Мэри Габриэль Смит-Осборн (1921—1980).
Лорд Кэткарт получил образование в Итоне, носил второго лейтенанта Шотландской гвардии и являлся ассоциированным членом Института дипломированных бухгалтеров. Он унаследовал титул графа Кэткарта после смерти своего отца, Алана Кэткарта, 6-го графа Кэткарта, в 1999 году. В марте 2007 года он был избран одним из 92 оставшихся наследственных пэров, заменив лорда Моубрея.

## Личная жизнь
12 сентября 1981 года Чарльз Кэткарт женился на Вивьен Клэр Скиннер, дочери Фрэнсиса Десмонда Макиннеса Скиннера. Она является декоратором интерьера под именем Вивьен Гринок.
У супругов двое детей:
- Леди Лора Розмари Кэткарт (род. 11 июня 1984), в 2014 году вышла замуж за писателя и журналиста Уильяма Кэша (род. 1966), сына сэра Билла Кэша. У супругов есть двое детей:
  - Козима Кэш (род. 2015)
  - Рекс Уильям Чарльз Кэш (род. 2017)
- Алан Джордж Кэткарт, лорд Гринок (род. 16 марта 1986), с 2015 года женат на Камилле Петронел Малькольм (род. 1987).

## Парламентская карьера
В апреле 2019 года лорд Кэткарт выступил против продления процесса статьи 50, заявив, что каждый английский и валлийский регион за пределами M25 будет рад покинуть ЕС без сделки, если соглашение не будет достигнуто к концу следующей недели".